# Julius Bas
Julius Bas (ook wel: Giulio; Venetië, 21 april 1874 – Vobbia, 27 juli 1929) was een Italiaans componist, dirigent, organist en musicoloog. Hij was de eerste die transcripties voor orgel maakte van alle gregoriaanse gezangen uit de Graduale Romanum.

## Leven
Bas studeerde compositie en contrapunt bij Giuseppe Tebaldini en orgel bij Marco Enrico Bossi aan de muziekschool Benedetto Marcello in Venetië.  
Hij vervolgde zijn studie compositie en contrapunt bij Joseph Rheinberger aan de Akademie der Tonkunst in München.  
Nog tijdens zijn studie werd hij in 1901 – op voordracht van zijn vriend Don Lorenzo Perosi – aangesteld als tweede dirigent-organist van het koor van de San Marco in Venetië.  Tot 1903 werkte hij in Venetië, waarna hij verhuisde naar Zuid-Italië en werkzaam was als dirigent-organist in Calvi en Teano. Na enkele jaren in het zuiden gewerkt te hebben, vestigde hij zich uiteindelijk in Rome waar hij organist werd in de kerk van San Luigi dei Francesi. 
Van 1908 tot 1915 doceerde hij gregoriaans, theorie en muziekgeschiedenis aan het conservatorium van Milaan.  
Julius Bas stierf aan een hartverlamming in de trein ter hoogte van Vobbia (Genua) tijdens een reis op 27 juli 1929.

## Gregoriaans
De organist, componist en theoreticus Bas werd vooral gewaardeerd als deskundige en verspreider van het gregoriaans en als auteur van verschillende didactische werken voor het orgel en over het gregoriaans, waarvan sommige nog steeds in conservatoria worden gebruikt.  
Voor zijn transcripties en harmonisatie van het gregoriaans volgde hij, aanvankelijk erg voorzichtig, de nieuwe ritmische leer bij de interpretatie van het gregoriaans volgens de benedictijnen van Solesmes dat gebaseerd was op de ritmische in plaats van de tonale waarde en betekenis.  
Hij werkte mee aan het zevende deel (Antiphonarium tonale Missarum onder leiding van Dom J. Gajard, waarin de belangrijkste neumatische codes worden weergegeven en becommentarieerd.  Voor de uitgever Desclée uit Rome verzorgde Bas vervolgens verschillende orgel- en harmoniumbewerkingen van gregoriaanse gezangen.
De belangrijkste zijn:
- Proprium de Tempore, pro partibus Gradualis Romani, Adventus, Nativitatis, Epiphaniae, Quadragesimae usque Pascha.
- Proprium Sanctorum
- Kyriale seu Ordinarium Missae ad Exemplar Editionis Vaticanae Concinnatum.

De bundels zijn heel lang gebruikt, tot aan het verschijnen van nieuwe uitgaves voor orgel van alle gregoriaanse gezangen van het ordinarium en het proprium door Solesmes in 1981.

## Begeleidingen van het gregoriaans
In het voorwoord van zijn Proprium de Tempore (1922) schrijft Julius Bas aan welke voorwaarden het begeleiden van het gregoriaans – a priori a capellamuziek – moet voldoen:
- De harmonie mag niet domineren
- De harmonie mag niet de muzikale gedachte van de melodie veranderen
- De harmonie moet dienstbaar zijn aan de melodie
- De harmonie moet eenvoudig zijn van opbouw maar wel verantwoord
- De uitvoering van het gregoriaans moet zijn ‘als een mindere die het woord voert in tegenwoordigheid van een hooggeplaatste’.
- Een begeleiding is pas goed als men ze meent gehoord te hebben.

## Publicaties
- Notions of Gregorian Chant (Desclée, Rome 1904), later uitgebreid, aangepast en gepubliceerd in het Spaans en het Italiaans (Düsseldorf 1910, L. Schwann);
- Studie over een cadans in de achtste modus door Dom André Mocquereau.
- De ritmische tekens van het nieuwe Gregoriaans, een handleiding (Rome 1904, Desclée),
- Les Théories de Solesmes et Dom T.A. Burge (Rome 1906, Desclée (een verhandeling over het verschil van inzicht tussen André Mocquereau en Joseph Pothier betreffende het ritme in het gregoriaans),
- Methode voor de begeleiding van het gregoriaans (Turijn 1920, S.T.E.N.)

Als componist schreef Bas voornamelijk vocale en instrumentale kerkmuziek die uitgegeven werden door Capra in Turijn, Bertarelli in Milaan, Schwann in Düsseldorf, Coppenraths in Regensburg en Fischer in New York. 

## Overige werken
- Missa Secunda voor drie stemmen en orgel
- 24 Nieuwe spirituele liederen voor middenstem met harmonium
- Diverse motetten, offertoria en hymnen.
- Sonate in F voor orgel (Coppenraths, Regensburg 1910),
- Sechs Orgelstücke (Schwann, Düsseldorf 1913),
- XVI-becijferde koraalvoorspelen voor orgel, gecomponeerd op de melodieën van de acht tonen van de Psalmen (Capra, Turijn 1920).
- Sonate voor viool en piano (1922), uitgegeven door Ricordi.

- Biblioteca Nacional de España: XX1199661
- Gemeinsame Normdatei: 129854638
- International Standard Name Identifier: 0000 0000 7977 6469
- Library of Congress Control Number: no2007055589
- MusicBrainz: ba9cbc56-85dd-4454-bb6f-2f18687df2ee
- Nationale Bibliotheek van Israël: 987007461469205171
- Nederlandse Thesaurus van Auteursnamen: 074464019
- SNAC: w6br9n51
- Système universitaire de documentation: 244012369
- Virtual International Authority File: 72483273
- WorldCat: E39PBJqbkGmMXWVgWkGqffJkXd